# Lautenbachzell
Lautenbachzell é uma comuna francesa na região administrativa de Grande Leste, no departamento Alto Reno. Estende-se por uma área de 23,38 km². Em 2010 a comuna tinha 966 habitantes (densidade: 41,3 hab./km²).